# MAP3K19
MAP3K19‏ (Mitogen-activated protein kinase kinase kinase 19) هوَ بروتين يُشَفر بواسطة جين MAP3K19 في الإنسان.